# Communards (album)
Communards – debiutancka płyta długogrająca duetu The Communards – Jimmy Somerville i Richard Coles wydana w 1986 r. Wydana została w Wielkiej Brytanii przez London Records Ltd. na czarnym krążku 12", 33⅓ stereo. Numer katalogowy płyty w rejestrze wytwórni: 828 016-1.

## Lista utworów
Strona 1.
1. Don't Leave Me This Way (4:51), Kenny Gamble, Cary Gilbert, Leon Huff
2. La Dolorosa (2:43), muzyka i słowa Jimmy Somerville
3. Disenchanted (4:13), muzyka i słowa Jimmy Somerville
4. Reprise (5:22), muzyka i słowa Jimmy Somerville
5. So Cold the Night (5:45), muzyka i słowa Jimmy Somerville

Strona 2.
1. You Are My World (4:30), muzyka i słowa Jimmy Somerville i Richard Coles
2. Lover Man (3:52), Jimmy Davis, Roger "Ram" Ramirez, Jimmy Sherman
3. Don't Slip Away (2:58), muzyka i słowa Jimmy Somerville
4. Heavens Above (3:59), muzyka i słowa Jimmy Somerville i Richard Coles
5. Forbidden Love (2:31), muzyka i słowa Jimmy Somerville

W późniejszych wydaniach dołączane były również:
1. Breadline Britain (2:28)
2. Disenchanted (dance) (8:46)
3. Don't Leave Me This Way (megamix) (22:49)

## Wykonawcy
- Jimmy Somerville
- Richard Coles

Produkcja:
- Mike Thorne – producent
- Carl Beatty – inżynier nagrań i miksowania
- Fernando Kral – asystent inżyniera

## Okładka
Płytę wydano w skromnej oprawie: czarna, błyszcząca okładka z dużym, żółtawym napisem "COMMUNAЯDS" (litera "R" obrócona, stylizowana na rosyjskie "Я"). Pod napisem czerwono-czarno-złote logo duetu. Design sygnowany "Accident", fotograf Mike Prior.

## Recenzje i popularność
Album osiągnął w 1986 r. 7. miejsce na brytyjskich (UK Albums Chart) i 90. na amerykańskich (Billboard 200) listach przebojów.